# Tetsuro Shimizu
Tetsuro Shimizu (en japonés: 清水徹郎, Shimizu Tetsuro; Karuizawa, 10 de febrero de 1988) es un deportista japonés que compite en curling.
Ganó una medalla de plata en el Campeonato Pan Continental de Curling Masculino de 2024. Participó en los Juegos Olímpicos de Pyeongchang 2018, ocupando el octavo lugar en el equipo masculino.

## Palmarés internacional
| Campeonato Pan Continental | Campeonato Pan Continental | Campeonato Pan Continental | Campeonato Pan Continental |
| Año                        | Lugar                      | Medalla                    | Prueba                     |
| -------------------------- | -------------------------- | -------------------------- | -------------------------- |
| 2024                       | Lacombe (Canadá)           | Medalla de plata           | Equipo                     |